# 奥野健一

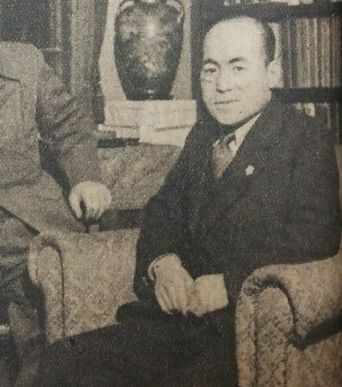
1948年

奥野 健一（おくの けんいち、1898年11月18日 - 1984年5月6日）は、最高裁判所判事。和歌山県出身。文芸評論家の奥野健男は長男。

## 経歴
旧制和歌山県立田辺中学校から旧制第六高等学校へ進学。旧制高校時代に高校生と地回りたちの大乱闘があったさいに、喧嘩には加わらなかったが、目撃者の誤った証言で警察に逮捕された。いくらやらないと言っても警察官は聞き入れず、ついには卑怯者と言われたくなく友人を庇う義侠心から乱闘の首謀者と偽りの自白をしてしまった。警察官に尋問をされ、偽りの上に偽りの自白を重ね、架空の筋書きの調書が作られた。幸い検事の調べによって無実であることがわかり不起訴となった。
この体験は警官の誘導尋問によって人間はいかに偽りの自白をしやすいものであるかという教訓として、自身が体験者の一人として後年に裁判をする時にいつもその点を配慮するようになったとのことである。
1923年に東京帝国大学法学部法律学科卒業。
戦前は仙台地方裁判所長、大審院判事などをつとめる。終戦時は司法省民事局長として新憲法制度に基づく、裁判所法制度や民法改正に取り組む。
1948年（昭和23年）10月、当時の松平恒雄参議院議長に招かれて、参議院法制局長を8年間勤めた。
1956年（昭和31年）11月22日に最高裁判所判事となる。
過去6回の裁判で有罪と無罪が二転、三転した八海事件の第三次上告審の裁判長として無罪判決を言い渡した。判決言い渡しの後で「二転、三転、判決が変わっているが、各裁判官とも本当に心血をそそいだ結果だから責めるわけにはいかない」とした上で「自白尊重の旧刑事訴訟法の名残がこの事件の捜査を誤らしめたにもので、もう少し科学的な捜査が行われていればこんなことにならなかったのではないか」と話した。
1968年（昭和43年）11月に定年退官。その後は、環境庁の中央鳥獣審議会会長などを務めた。
1984年（昭和59年）5月6日、東京・目黒の国立第二病院で心不全で85歳で死去。墓所は多磨霊園。